# Brizambourg
Brizambourg est une commune du Sud-Ouest de la France située dans le département de la Charente-Maritime (région Nouvelle-Aquitaine).
Ses habitants sont appelés les Brizambourgeois et les Brizambourgeoises.

## Géographie
La commune de Brizambourg se situe dans le nord-est du département de la Charente-Maritime, en région Nouvelle-Aquitaine, dans l'ancienne province de Saintonge. Appartenant au Midi de la France — on parle plus précisément de « Midi atlantique », au cœur de l'arc atlantique, elle est partie intégrante du Grand Sud-Ouest français, et est parfois également incluse dans un Grand Ouest aux contours plus flous.

### Communes limitrophes
|               | Bercloux            |                  |
| Écoyeux       | Brizambourg         | Villars-les-Bois |
| Saint-Césaire | Saint-Bris-des-Bois |                  |

## Urbanisme

### Typologie
Au 1er janvier 2024, Brizambourg est catégorisée commune rurale à habitat dispersé, selon la nouvelle grille communale de densité à 7 niveaux définie par l'Insee en 2022.
Elle est située hors unité urbaine. Par ailleurs la commune fait partie de l'aire d'attraction de Saintes, dont elle est une commune de la couronne,. Cette aire, qui regroupe 62 communes, est catégorisée dans les aires de 50 000 à moins de 200 000 habitants,.

### Occupation des sols
L'occupation des sols de la commune, telle qu'elle ressort de la base de données européenne d’occupation biophysique des sols Corine Land Cover (CLC), est marquée par l'importance des territoires agricoles (66,8 % en 2018), une proportion sensiblement équivalente à celle de 1990 (66 %). La répartition détaillée en 2018 est la suivante : 
forêts (30,5 %), zones agricoles hétérogènes (23,8 %), cultures permanentes (21,2 %), terres arables (20,8 %), zones urbanisées (2,7 %), prairies (0,9 %). L'évolution de l’occupation des sols de la commune et de ses infrastructures peut être observée sur les différentes représentations cartographiques du territoire : la carte de Cassini (XVIIIe siècle), la carte d'état-major (1820-1866) et les cartes ou photos aériennes de l'IGN pour la période actuelle (1950 à aujourd'hui).

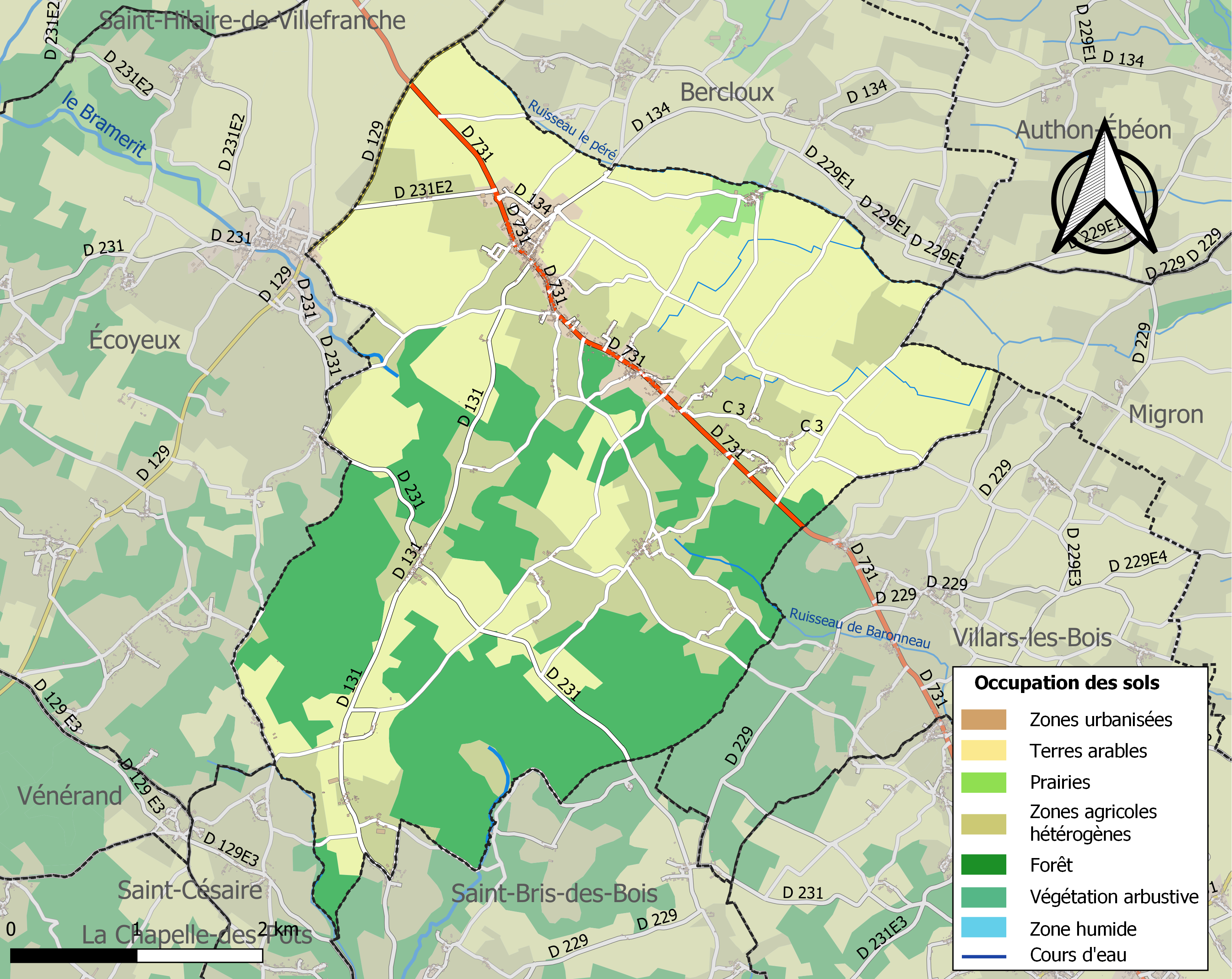
Carte des infrastructures et de l'occupation des sols de la commune en 2018 (CLC).

### Risques majeurs
Le territoire de la commune de Brizambourg est vulnérable à différents aléas naturels : météorologiques (tempête, orage, neige, grand froid, canicule ou sécheresse), inondations, mouvements de terrains et séisme (sismicité modérée). Il est également exposé à un risque technologique,  le transport de matières dangereuses. Un site publié par le BRGM permet d'évaluer simplement et rapidement les risques d'un bien localisé soit par son adresse soit par le numéro de sa parcelle.

#### Risques naturels
Certaines parties du territoire communal sont susceptibles d’être affectées par le risque d’inondation par débordement de cours d'eau, notamment le Coran et le Bramerit. La commune a été reconnue en état de catastrophe naturelle au titre des dommages causés par les inondations et coulées de boue survenues en 1982, 1999, 2010 et 2018,.

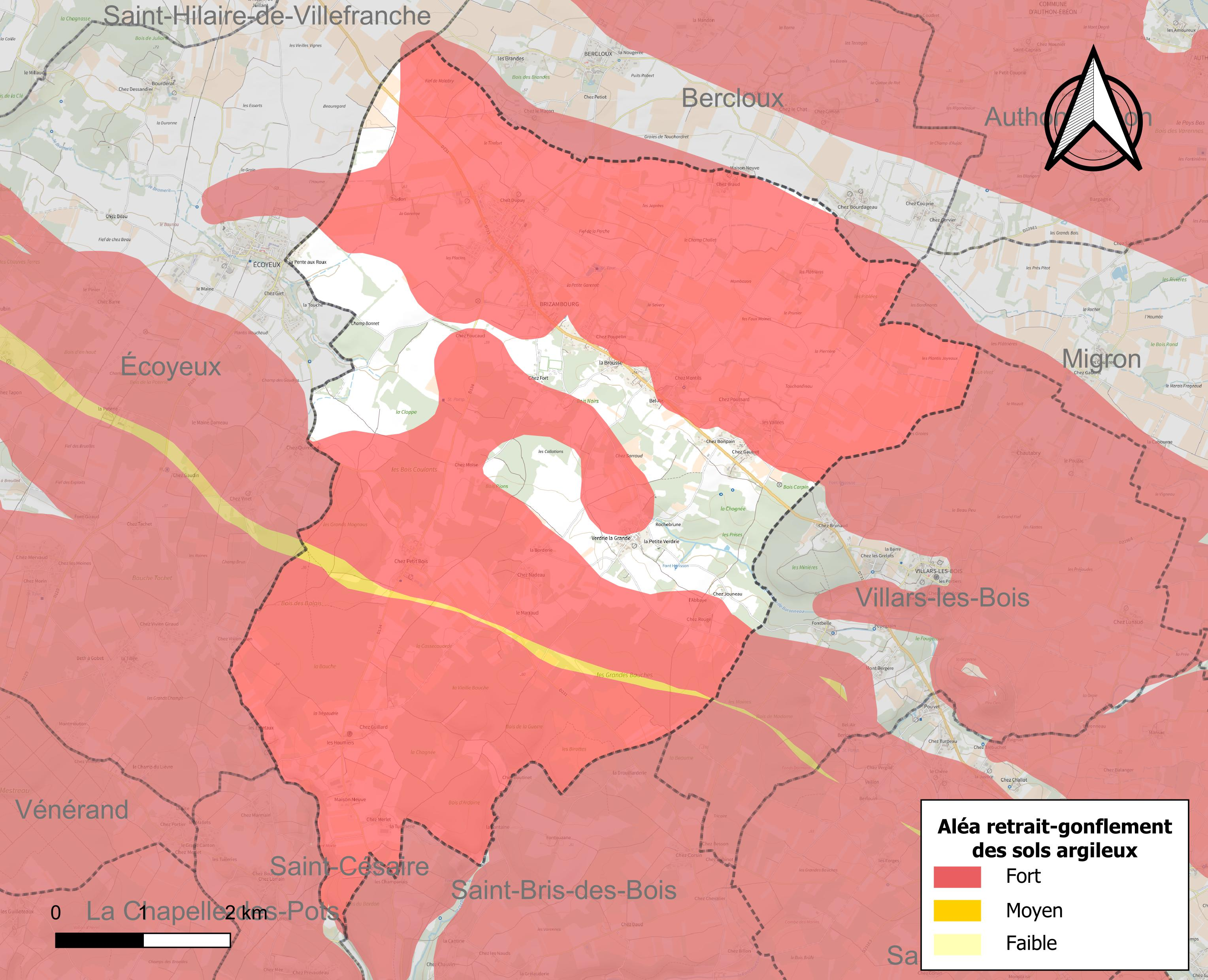
Carte des zones d'aléa retrait-gonflement des sols argileux de Brizambourg.

Les mouvements de terrains susceptibles de se produire sur la commune sont des affaissements et effondrements liés aux cavités souterraines (hors mines) et des tassements différentiels. Par ailleurs, afin de mieux appréhender le risque d’affaissement de terrain, l'inventaire national des cavités souterraines permet de localiser celles situées sur la commune.
Le retrait-gonflement des sols argileux est susceptible d'engendrer des dommages importants aux bâtiments en cas d’alternance de périodes de sécheresse et de pluie. 81,2 % de la superficie communale est en aléa moyen ou fort (54,2 % au niveau départemental et 48,5 % au niveau national). Sur les 492 bâtiments dénombrés sur la commune en 2019,  374 sont en aléa moyen ou fort, soit 76 %, à comparer aux 57 % au niveau départemental et 54 % au niveau national. Une cartographie de l'exposition du territoire national au retrait gonflement des sols argileux est disponible sur le site du BRGM,.
Par ailleurs, afin de mieux appréhender le risque d’affaissement de terrain, l'inventaire national des cavités souterraines permet de localiser celles situées sur la commune.
Concernant les mouvements de terrains, la commune a été reconnue en état de catastrophe naturelle au titre des dommages causés par la sécheresse en 1989, 1991, 1996, 2003 et 2005 et par des mouvements de terrain en 1999 et 2010.

#### Risques technologiques
Le risque de transport de matières dangereuses sur la commune est lié à sa traversée par une ou des infrastructures routières ou ferroviaires importantes ou la présence d'une canalisation de transport d'hydrocarbures. Un accident se produisant sur de telles infrastructures est susceptible d’avoir des effets graves sur les biens, les personnes ou l'environnement, selon la nature du matériau transporté. Des dispositions d’urbanisme peuvent être préconisées en conséquence.

## Toponymie
Le nom de la localité est attesté sous les formes Brizembourg au XVIIe siècle (Cassini) ; Brisambourg en 1790 ; Brisembourg en 1800.
Il s'agit d'une formation toponymique médiévale en -bourg, appellatif placé en seconde position selon un ordre fréquent au nord de la Loire, mais insolite au sud, notamment les formations en -bourg. Le premier élément Brisen- représente sans doute le nom de personne germanique Briso au cas régime que l'on rencontre de manière absolue dans Brizon (Haute-Savoie).
Remarque : ce type de formation en -bourg assez fréquent au Nord de la France (Flandres, Artois, Picardie, Normandie, Ardennes, Lorraine) est généralement composé avec un appellatif ou un anthroponyme germanique, par exemple un ancien Wambourg (Saint-Aubin-sur-Quillebeuf, Seine-Maritime, Wamburgum 1025, Weneborch 1147) que François de Beaurepaire rapproche de Wanborough (Surrey) et Wanborough (Wiltshire) en Angleterre, de type saxon et anglo-saxon. La présence des Saxons dans la région est par ailleurs attestée par l'archéologie notamment à Herpes (Charente), dont le nom est lui aussi vraisemblablement de type germanique (élément Herp-).

## Histoire
La commune fut choisie pour être chef-lieu de canton en 1790.
Elle est reléguée au simple rang de commune en 1800 dans le canton de Saint-Hilaire-de-Villefranche.
Lors du redécoupage de la carte des cantons en 2014, la commune fait partie du nouveau canton de Chaniers.

## Administration

### Liste des maires
| Période                                  | Période  | Identité          | Étiquette | Qualité                      |
| ---------------------------------------- | -------- | ----------------- | --------- | ---------------------------- |
| 1947                                     | 1978     | Lucien Grand      | Rad.-MRG  | Conseiller général, sénateur |
| 2001                                     | 2014     | Jean-Claude Damon | -         | -                            |
| 2014                                     | En cours | Didier Cosset     | DVD       | Cadre supérieur              |
| Les données manquantes sont à compléter. |          |                   |           |                              |

## Population et société

### Démographie

#### Évolution démographique
L'évolution du nombre d'habitants est connue à travers les recensements de la population effectués dans la commune depuis 1793. Pour les communes de moins de 10 000 habitants, une enquête de recensement portant sur toute la population est réalisée tous les cinq ans, les populations de référence des années intermédiaires étant quant à elles estimées par interpolation ou extrapolation. Pour la commune, le premier recensement exhaustif entrant dans le cadre du nouveau dispositif a été réalisé en 2007.

En 2022, la commune comptait 978 habitants, en évolution de +10,14 % par rapport à 2016 (Charente-Maritime : +4,04 %, France hors Mayotte : +2,11 %).
| 1793  | 1800  | 1806  | 1821  | 1831  | 1836  | 1841  | 1846  | 1851  |
| ----- | ----- | ----- | ----- | ----- | ----- | ----- | ----- | ----- |
| 1 245 | 1 432 | 1 470 | 1 429 | 1 502 | 1 559 | 1 611 | 1 611 | 1 556 |

| 1856  | 1861  | 1866  | 1872  | 1876  | 1881  | 1886  | 1891  | 1896  |
| ----- | ----- | ----- | ----- | ----- | ----- | ----- | ----- | ----- |
| 1 564 | 1 606 | 1 631 | 1 620 | 1 515 | 1 546 | 1 554 | 1 345 | 1 186 |

| 1901  | 1906  | 1911  | 1921  | 1926 | 1931 | 1936 | 1946 | 1954 |
| ----- | ----- | ----- | ----- | ---- | ---- | ---- | ---- | ---- |
| 1 177 | 1 089 | 1 069 | 1 044 | 949  | 909  | 879  | 862  | 854  |

| 1962 | 1968 | 1975 | 1982 | 1990 | 1999 | 2006 | 2007 | 2012 |
| ---- | ---- | ---- | ---- | ---- | ---- | ---- | ---- | ---- |
| 859  | 787  | 792  | 747  | 790  | 763  | 843  | 856  | 862  |

| 2017 | 2022 | - | - | - | - | - | - | - |
| ---- | ---- | - | - | - | - | - | - | - |
| 905  | 978  | - | - | - | - | - | - | - |

#### Pyramide des âges
En 2018, le taux de personnes d'un âge inférieur à 30 ans s'élève à 31,5 %, soit au-dessus de la moyenne départementale (29 %). À l'inverse, le taux de personnes d'âge supérieur à 60 ans est de 32 % la même année, alors qu'il est de 34,9 % au niveau départemental.
En 2018, la commune comptait 468 hommes pour 447 femmes, soit un taux de 51,15 % d'hommes, largement supérieur au taux départemental (47,85 %).
Les pyramides des âges de la commune et du département s'établissent comme suit.
| Hommes | Classe d’âge | Femmes |
| ------ | ------------ | ------ |
| 1,1    | 90 ou +      | 1,1    |
| 8,2    | 75-89 ans    | 11,3   |
| 21,3   | 60-74 ans    | 21,0   |
| 20,5   | 45-59 ans    | 20,4   |
| 16,9   | 30-44 ans    | 15,4   |
| 15,4   | 15-29 ans    | 12,9   |
| 16,7   | 0-14 ans     | 17,9   |

| Hommes | Classe d’âge | Femmes |
| ------ | ------------ | ------ |
| 1,1    | 90 ou +      | 2,6    |
| 10,1   | 75-89 ans    | 12,6   |
| 22     | 60-74 ans    | 23,2   |
| 20,1   | 45-59 ans    | 19,7   |
| 16,1   | 30-44 ans    | 15,6   |
| 15,2   | 15-29 ans    | 12,7   |
| 15,4   | 0-14 ans     | 13,6   |

## Économie
Au XIXe siècle, la région était réputée pour ses tuileries, ses fours à chaux et les faïences des Egreteaux.
Actuellement, une station de compression du réseau de gaz naturel est située sur la commune.

## Équipements et services
La Poste, avec 12 tournées.

### Santé
La commune de Brizambourg réunit deux cabinets médicaux. 

## Culture locale et patrimoine

### Lieux et monuments

#### Patrimoine religieux
L'église Sainte-Gemme, du XVIIe siècle a été très remaniée.

#### Patrimoine civil
Des vestiges préhistoriques et antiques sont notés.
Ancien château Renaissance détruit au XIXe siècle. Seul subsiste la margelle du puits, remontée en 1819 à Saint-Jean-d'Angély et une porte de style gothique flamboyant remonté dans la même ville, quartier de la Fontaine du Coi.

### Héraldique
| Blason de Brizambourg | Blason  | Coupé : au 1er d'azur à la tour d'argent maçonnée d'or et accostée de deux grappes de raisin d'or, celle de dextre posée en bande, celle de senestre en barre, au 2e de gueules à la cruche cousue de sinople sur son plateau du même, accostée de deux couleuvres d'or, celle de dextre posée en barre et celle de senestre en bande, à la fasce bastillée d'argent et maçonnée d'or brochant sur la partition et sur laquelle est posée la tour du 1er. |
| Blason de Brizambourg | Détails | Le statut officiel du blason reste à déterminer. |

### Photos

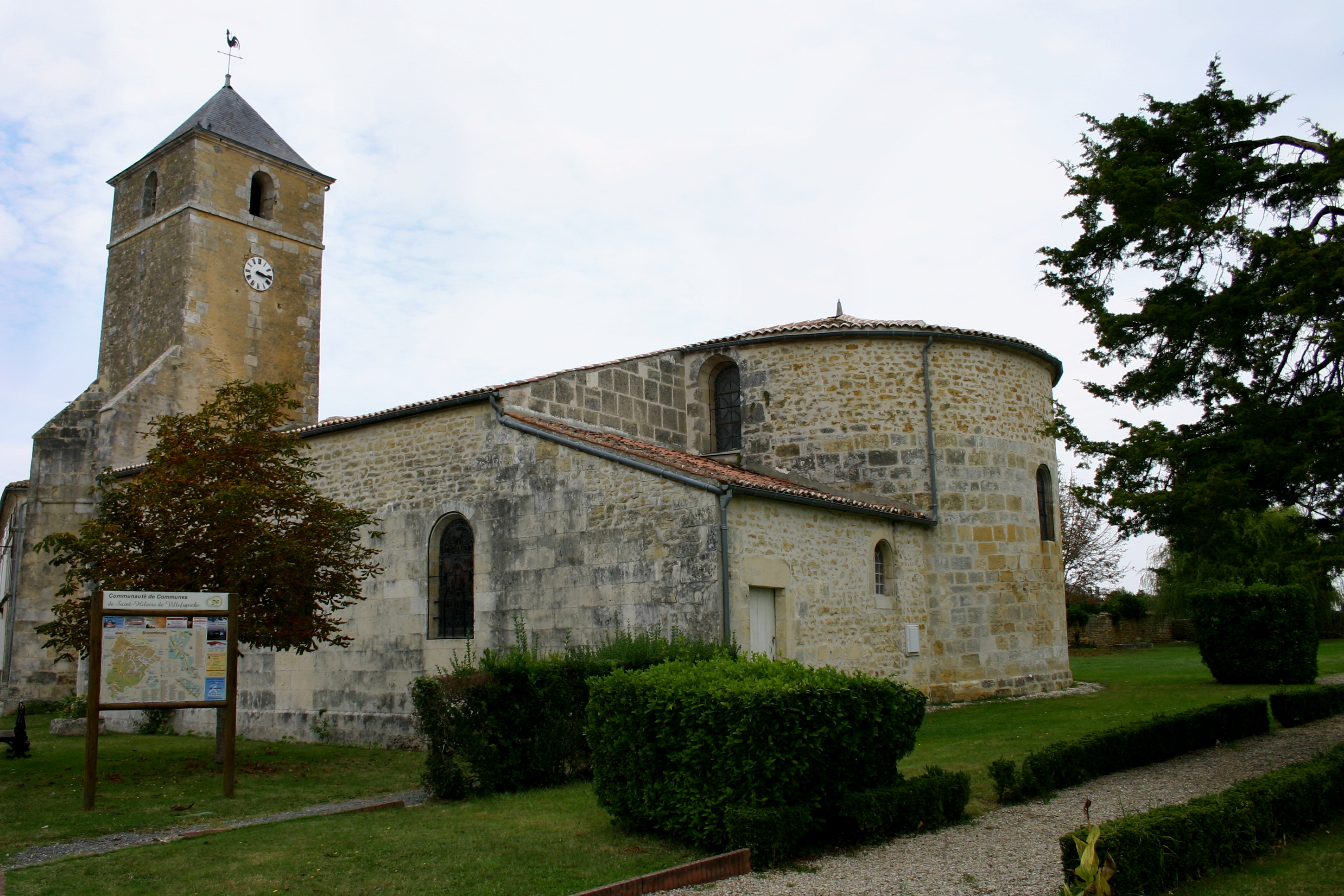
Église Sainte-Gemme.
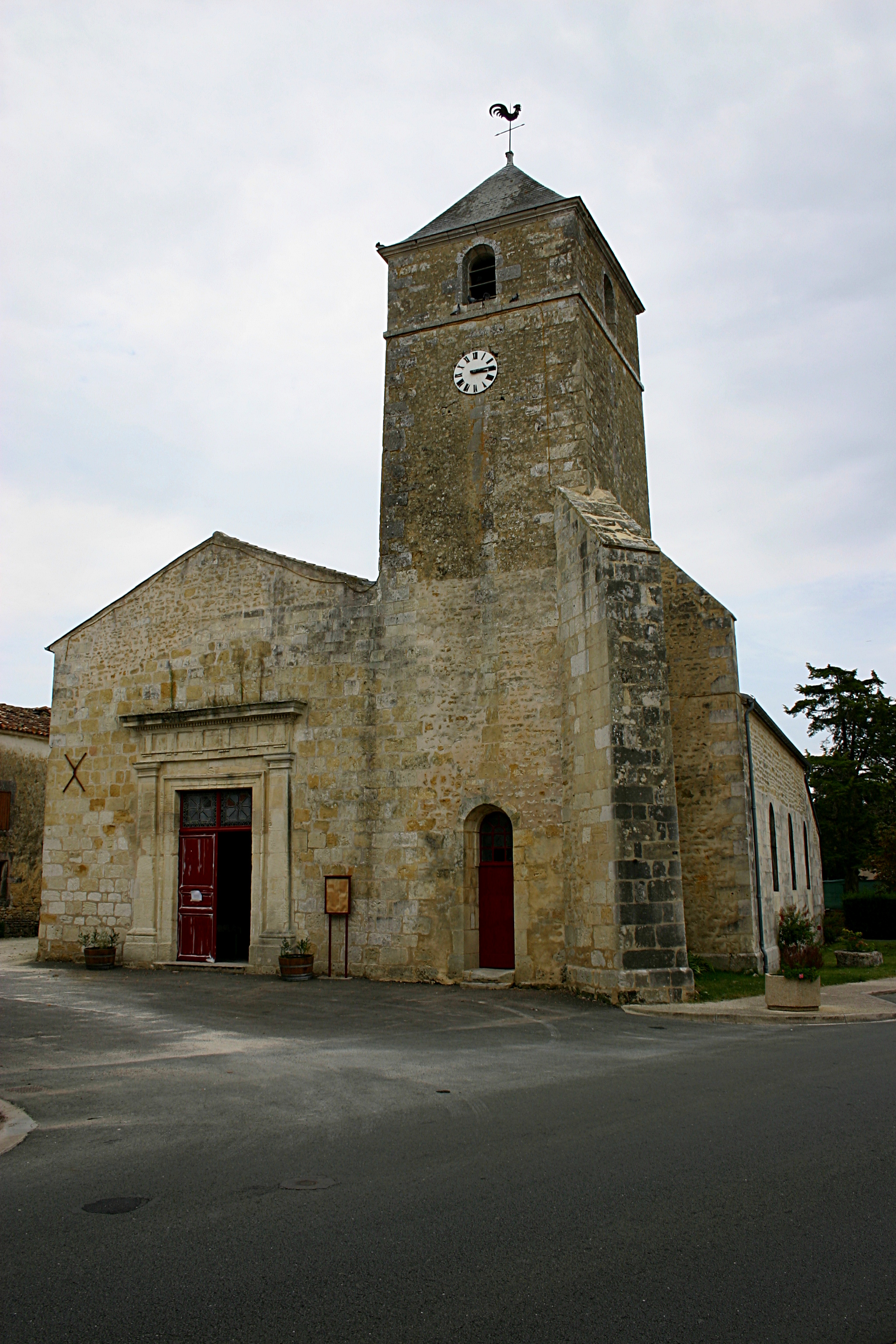
Église Sainte-Gemme.
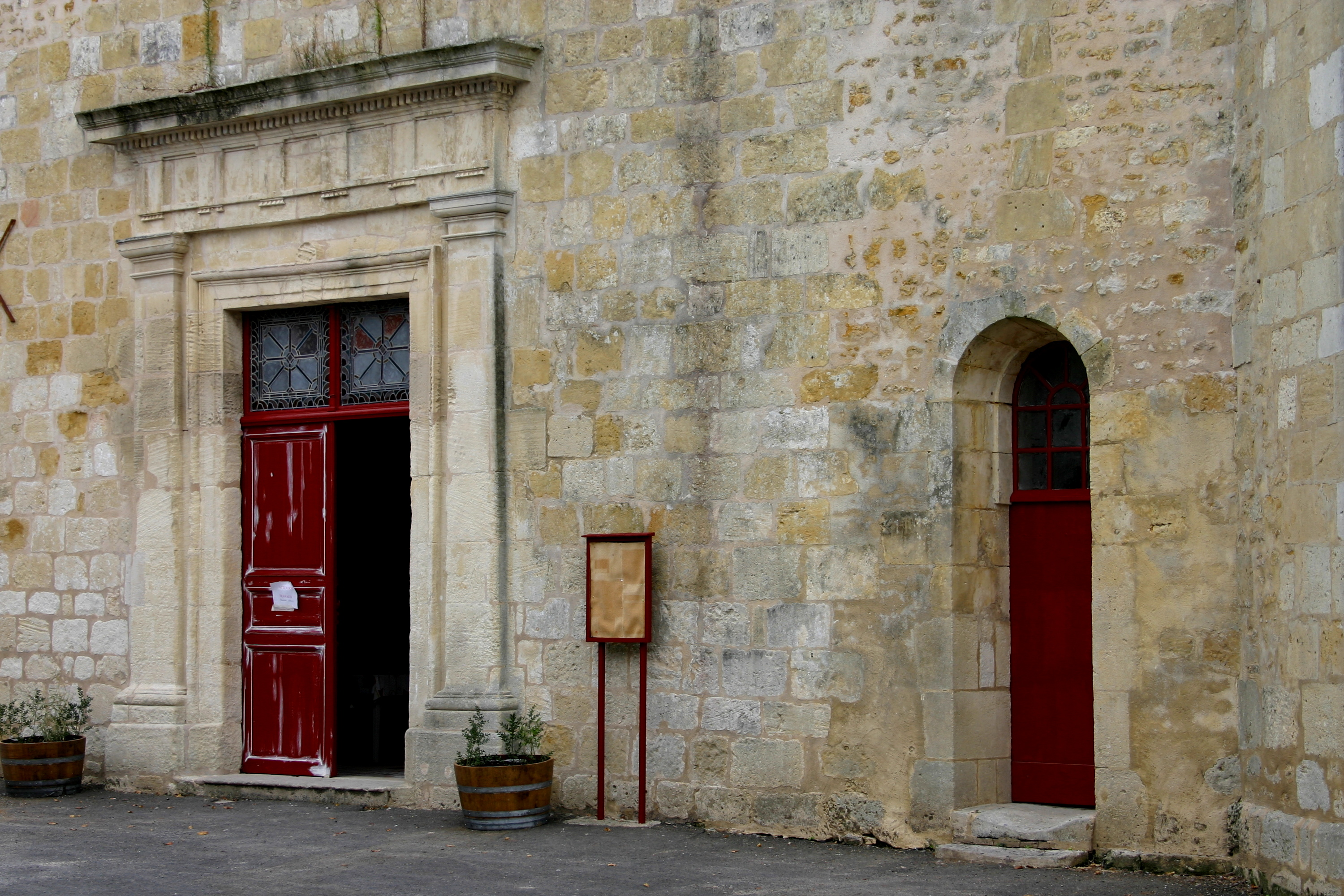
Église Sainte-Gemme.